# لويس جوزيف فانس
لويس جوزيف فانس (بالإنجليزية: Louis Joseph Vance)‏ (19 سبتمبر 1879، واشنطن العاصمة في الولايات المتحدة - 16 ديسمبر 1933، نيويورك في الولايات المتحدة)؛ روائي أمريكي.

## روابط خارجية
- لويس جوزيف فانس على موقع IMDb (الإنجليزية)
- لويس جوزيف فانس على موقع أول موفي (الإنجليزية)
- لويس جوزيف فانس على موقع قاعدة بيانات الفيلم (الإنجليزية)
- لويس جوزيف فانس على موقع كينوبويسك (الروسية)